# Mauritiaanse torenvalk
De Mauritiaanse torenvalk (Falco punctatus) is een valksoort endemisch op het eiland Mauritius. De soort is gered voor uitsterven maar is sinds kort weer een bedreigde soort door habitatverlies en mogelijk ook klimaatverandering.

## Kenmerken
De vogel is 25 tot 29 cm lang, mannetjes wegen 123 tot 178 g, vrouwtjes 173 tot 231 g, de spanwijdte is 49 tot 56 cm. Het is een kleine soort torenvalk, gemiddeld kleiner dan de kleine torenvalk, met relatief korte, ronde vleugels en een lange staart, lange poten en tenen. De vogel is van boven roodbruin met zwarte vlekken en strepen. De vogel is van onder bleekwit met zwarte strepen op de kop (baardstreep) en borst. De staart is van boven bruin-zwart gebandeerd, van onder lichter.

## Verspreiding en leefgebied
De vogel kwam vroeger voor in de altijd groenblijvende, inheemse hellingbossen met rotsen en toppen tot hoogstens 800 m boven zeeniveau. Hiervan bestaat nog een kleine rest in het zuidwesten van het eiland Mauritius. Sinds de jaren 1990 is duidelijk geworden dat de vogel zich kan aanpassen aan leefgebieden waarin agrarisch gebied zoals suikerrietplantages afgewisseld met aangeplant exotisch bos, maar dat er toch een duidelijke voorkeur was voor bos waarin inheemse vegetatie aanwezig was.
Het voedsel bestaat uit hagedissen, libellen, Cicadidae, kakkerlakken, krekels en kleine vogels.

## Status
De Mauritiaanse torenvalk heeft een beperkt verspreidingsgebied en daardoor is de kans op uitsterven aanwezig. De valk was in de jaren 1970 praktisch uitgestorven. In 1973  waren er nog vier paartjes en begon een programma met het doel de populatiegrootte weer op peil te brengen onder andere door middel van het kweken van valken in gevangenschap en de onvolwassen vogels uit dit kweekproject los te laten. Eind 1994 was de populatie gegroeid tot 222 tot 286 vogels. Rond de eeuwwisseling werd de populatie geschat op 500 tot 800 vogels en werd de status op de rode lijst gewijzigd van bedreigd naar kwetsbaar. 
Uit vervolgonderzoek in 2007/8 bleek dat het aantal waarschijnlijk weer afnam. In  2011/12 werden de schattingen weer naar beneden bijgesteld tot ongeveer 400 individuen en 250 tot 300 volwassen vogels. De populatie-aantallen nemen verder af door habitatverlies. Het leefgebied is sinds de Europese kolonisatie aangetast door ontbossing waarbij natuurlijk bos wordt omgezet in gebied voor agrarisch gebruik en menselijke bewoning. Bovendien zijn er invasieve rovers van vogeljongen en eieren zoals huiskatten, mangoesten en java-apen (Macaca fascicularis). Verder is de vegetatie sterk veranderd door de introductie van uitheemse planten, bomen en struiken waardoor de valken minder efficiënt kunnen jagen op hun voorkeursprooien. Bovendien is het klimaat natter geworden, wat een gunstig effect heeft op vooral de exotische planten. Om al deze redenen is in 2014 de status weer veranderd van kwetsbaar naar bedreigd op de Rode Lijst van de IUCN.